# Stazione di Matera Villa Longo
La stazione di Matera Villa Longo è una delle stazioni ferroviarie a servizio della città di Matera. La stazione, ubicata lungo la ferrovia Bari-Matera-Montalbano Jonico, è stata aperta il 14 giugno 1993.

## Strutture e impianti
La stazione dispone di un fabbricato viaggiatori, che ospita la sala d'attesa, le banchine e i servizi igienici e un piccolo bar.
È dotata di due binari.
Dalla stazione partono tutti i treni per Bari e Altamura.